# Bulbophyllum nubigenum
Bulbophyllum nubigenum là một loài phong lan thuộc chi Bulbophyllum.